# Sofía Rodríguez Bernis
Sofía Rodríguez Bernis (Madrid, 21 de agosto de 1958) es una historiadora y gestora cultural española, directora del Museo Nacional de Artes Decorativas en Madrid desde el año 2011.

## Trayectoria profesional
Desde 1994 ha estado vinculada al Museo Nacional de Artes Decorativas como subdirectora pasando a ocupar la dirección en el año 2011.
Ha ocupado diversos cargos como Secretaria y Presidenta en España del Consejo Internacional de Museos (ICOM) España. ICOM es una organización mundial, con sede en París, integrada por 26.000 miembros de 150 países y, en concreto ICOM de España cuenta con más de 800 socios, casi 300 de los cuales son museos y el resto profesionales.
En los períodos de su mandato recalcó la importancia del código deontológico de esta organización internacional, ya que es esta la que marca el "comportamiento" de los museos y sirve como marco para la capacitación técnica de los equipos profesionales.
Como especialista de museos ha trabajado con anterioridad en el Museo del Prado, Museo Nacional Centro de Arte Reina Sofía y el Museo del Ejército de Toledo del que fue directora técnica entre 1999 a 2002. Durante su mandato organizó el VIII Encuentro internacional de actualidad en museografía.
Otras instituciones han demandado su asesoramiento para mejorar el desarrollo  de algunos museos como el Sierra Pambley de León, el Museo Casa Natal de Cervantes de Alcalá de Henares o el Museo Casa de Dulcinea en El Toboso, Ciudad Real.
Como investigadora se ha ocupado de la historia del mueble histórico, de la evolución de los interiores y de la configuración de los individuos, sus comportamientos y sus gestos en la Edad Moderna.
El museo de Artes Decorativas que dirige está en pleno proceso de transformación, partiendo de las artes decorativas tradicionales hasta incorporar al diseño contemporáneo.
Participó en el año 2017 en el Foro organizado por la Asociación Mujeres en las Artes Visuales (MAV) y en el año 2019 en la Bienal organizada por la misma asociación.

## Publicaciones
- Ha publicado el manual de consulta, el  “Diccionario de mobiliario”, de la Colección DOMUS, del Ministerio de Cultura Español en el año 2006,[13][14] además de numerosos textos sobre museología.
- Dialnet cuenta con un extenso listado de las publicaciones de la autora[15]